# Replikant

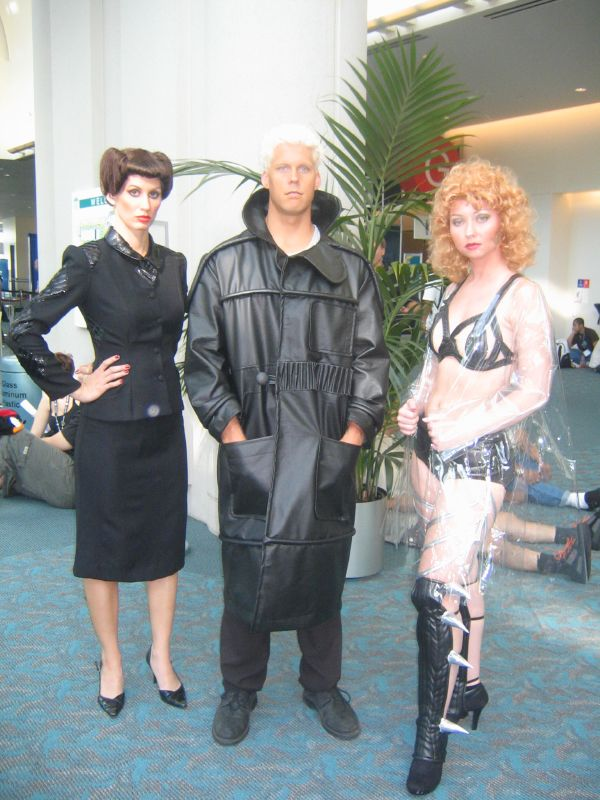
Cosplayer der Replikanten aus "Blade Runner"

Ein Replikant (im Original Replicant) ist ein fiktiver, biotechnisch entwickelter Android im Film Blade Runner von 1982 und in seiner Fortsetzung Blade Runner 2049 von 2017.
Die Replikanten der Nexus-Serie sind nahezu identisch mit erwachsenen Menschen, verfügen jedoch je nach Modell über eine überlegene Stärke, Geschwindigkeit, Beweglichkeit, Belastbarkeit und Intelligenz.
Ein Replikant kann nur mithilfe des fiktiven Voigt-Kampff-Tests erkannt werden, bei dem emotionale Reaktionen ausgelöst werden und sich die nonverbalen Reaktionen eines Replikanten von denen eines Menschen unterscheiden.
Ein Grund dafür, dass die Bezeichnung „Replikant“ im Film Blade Runner verwendet wurde, war offenbar, dass die gängige Bezeichnung „Androide“, die man auch hätte verwenden können, schon in vielen anderen Filmen und Büchern benutzt wurde und für den Regisseur Ridley Scott „mit zu vielen Assoziationen belegt war“. Dies wurde in der Dokumentation Das Phänomen „Blade Runner“ von Boris Hars-Tschachotin (2020) von Film-Beteiligten ausgesagt.